# Poppy Montgomery
Poppy Montgomery, all'anagrafe Poppy Petal Emma Elizabeth Deveraux Donahue (Sydney, 15 giugno 1972), è un'attrice australiana naturalizzata statunitense.
È famosa per il ruolo dell'agente FBI Samantha Spade nella serie televisiva statunitense Senza traccia e per quello della detective Carrie Wells in Unforgettable.

## Biografia
Poppy Montgomery è figlia di Nicola Montgomery, dirigente e ricercatrice di mercato, e di Phil Donahue, ristoratore. I suoi genitori hanno scelto per lei e sua sorella i rispettivi nomi di battesimo ispirandosi ai nomi dei fiori.
L'attrice ha lasciato la scuola molto presto per recarsi con il fidanzato di allora, all'età di 18 anni, negli Stati Uniti. Nel 2001 ha iniziato ad acquistare popolarità grazie alla miniserie televisiva Blonde, in cui ha interpretato Marilyn Monroe.

### Vita privata
Poppy e suo marito, l'attore Adam Kaufman, si sono conosciuti durante le riprese di Senza traccia. La coppia ha un figlio, Jackson Phillip Deveraux Montgomery Kaufman, nato il 23 dicembre 2007 a Los Angeles. Il 10 ottobre 2011, a Life & Style, Poppy e Kaufman annunciarono la separazione. Alla fine del 2011, Poppy ha cominciato a frequentare Shawn Sanford, direttore del marketing stile di vita per Microsoft, che ha incontrato a Puerto Rico. Il 22 aprile 2013, ha dato alla luce la loro figlia, Violet Grace. In data 11 novembre 2014, ha dato alla luce il loro figlio Gus. 
Il 4 aprile 2014 Poppy ha rivelato che lei e Sanford si sono sposati a Disneyland in una cerimonia con i loro bambini presenti. 
Poppy detiene la doppia cittadinanza (Australia e Stati Uniti). Si è trasferita da Los Angeles a New York City nel 2013 per filmare Unforgettable

## Filmografia

### Cinema
- Tammy and the T-Rex, regia di Stewart Raffill (1994)
- Il diavolo in blu (Devil in a Blue Dress), regia di Carl Franklin (1995)
- Dead Man on Campus, regia di Alan Cohn (1998)
- Un amore speciale (The Other Sister), regia di Garry Marshall (1999)
- Life, regia di Ted Demme (1999)
- This Space Between Us, regia di Matthew Leutwyler (1999)
- Men Named Milo, Women Named Greta, regia di Lawrence Greenberg (2000) - corto
- 50 Ways to Leave Your Lover, regia di Jordan Hawley (2004)
- Between, regia di David Ocanas (2005)

### Televisione
- Due poliziotti a Palm Beach (Silk Stalkings) - serie TV, 2 episodi (1994)
- Jake Lassiter: Justice on the Bayou, regia di Peter Markle - film TV (1995)
- Relativity - serie TV, 7 episodi (1996)
- Cinque in famiglia (Party of Five) - serie TV, 1 episodio (1996)
- NYPD - New York Police Department (NYPD Blue) - serie TV, episodio 3x11 (1996)
- The Cold Equations, regia di Peter Geiger - film TV (1996)
- Peacock Blues, regia di Devorah Cutler - corto TV (1996)
- Desert's Edge, regia di Rob Lowe - corto TV (1997)
- The Wonder Cabinet, regia di Ralph Hemecker - film TV (1999)
- The Beat - serie TV, 2 episodi (2000)
- Blonde, regia di Joyce Chopra - miniserie TV (2001)
- Going to California - serie TV, 1 episodio (2001)
- Demon Town (Glory Days) - serie TV, 9 episodi (2002)
- Senza traccia (Without a Trace) - serie TV, 160 episodi (2002-2009)
- Genitori all'improvviso (Raising Waylon), regia di Sam Pillsbury - film TV (2004)
- Un delitto da milioni di dollari (Murder in the Hamptons) - film TV, regia di Jerry Ciccoritti (2005)
- Un bianco Natale a Beverly Hills (Snow Wonder), regia di Peter Werner – film TV (2005)
- Il patto di Cenerentola (Lying to Be Perfect), regia di Gary Harvey – film TV (2010)
- True Blue, regia di Peter Horton - film TV (2010)
- Parole magiche - La storia di J.K. Rowling (Magic Beyond Words), regia di Paul A. Kaufman - film TV (2011)
- Unforgettable - serie TV, 61 episodi (2011-2016)
- Furst Born, regia di Todd Holland - film TV (2016)
- Reef break, regia di Kieran Darcy-Smith - serie tv (2019)

## Doppiatrici italiane
Nelle versioni in italiano dei suoi film, Poppy Montgomery è stata doppiata da:
- Sabrina Duranti in Un delitto da milioni di dollari, Il patto di Cenerentola
- Franca D'Amato in Un amore speciale
- Paola Del Bosco in Relativity
- Jasmine Laurenti in Blonde
- Monica Ward in Senza traccia
- Tiziana Avarista in Genitori all'improvviso
- Perla Liberatori in Un bianco Natale a Beverly Hills
- Laura Amadei in Parole magiche - La storia di J.K. Rowling
- Barbara De Bortoli in Unforgettable